# Міс Інтернешнл

Логотипу конкурсу

Міс Інтерне́шнл (англ. Miss International Beauty, The International Beauty Pageant, Міжнаро́дний ко́нкурс краси́) — четвертий за величиною конкурс краси у світі. Один з найпрестижніших конкурсів краси у світі, поряд з конкурсами Міс Всесвіт, Міс Світу і Міс Земля.

## Історія
Спочатку конкурс був проведений в Лонг-Біч, Каліфорнія, США в 1960 році, після перенесення конкурсу Міс Всесвіт в Маямі. До 1967 року конкурс проводився в Лонг-Біч, з 1968 по 1970 він перемістився до Японії, де і проводився щороку в одному і тому ж місті, який також відомий виставкою Експо 70. Протягом 1971 і 1972 років конкурс знову був проведений в Лонг-Біч, однак після цього періоду він знову щорічно проводився в Японії. Цей конкурс краси, відомий також як «Свято краси» і навіть «Змагання краси», проводиться не тільки за допомогою оцінки зовнішнього вигляду учасниць. Від конкурсанток очікується образ «Послів миру і краси», прояв чуйності, доброзичливості, дружелюбності, краси, інтелекту, здатності до прийняття рішень, і найголовніше, лояльності до інших країн. Заключним завданням для конкурсанток Міс Інтернешнл є презентація промови-переконання у необхідності миру на Землі, доброзичливості та усвідомленні цих понять.

## Переможниці
| Рік  | Міс Інтернешнл         | Країна          | Місце проведення             |
| ---- | ---------------------- | --------------- | ---------------------------- |
| 2012 | Ікумі Йосимацу         | Японія          | Наха, Японія                 |
| 2011 | Марія Фернанда Корнехо | Еквадор         | Ченду, Китай                 |
| 2010 | Елізабет Москера       | Венесуела       | Ченду, Китай                 |
| 2009 | Анагабріела Еспіноса   | Мексика         | Японія і Ченду, Китай        |
| 2008 | Алехандра Андреу       | Іспанія         | Кіото, Японія і Макао        |
| 2007 | Прісцила Пералес       | Мексика         | Токіо, Японія                |
| 2006 | Даніела ді Джакомо     | Венесуела       | Токіо, Японія і Пекін, Китай |
| 2005 | Пресіос Кігаман        | Філіппіни       | Токіо, Японія                |
| 2004 | Хейммі Варгас          | Колумбія        | Пекін, Китай                 |
| 2003 | Гойседер Асуа          | Венесуела       | Токіо, Японія                |
| 2002 | Кристина Савайя        | Ліван           | Токіо, Японія                |
| 2001 | Малгожата Розніцка     | Польща          | Токіо, Японія                |
| 2000 | Вівіан Урданета        | Венесуела       | Токіо, Японія                |
| 1999 | Пауліна Гальвес        | Колумбія        | Токіо, Японія                |
| 1998 | Ліа Борреро            | Панама          | Токіо, Японія                |
| 1997 | Консуело Адлер         | Венесуела       | Кіото, Японія                |
| 1996 | Фернанда Алвес         | Португалія      | Канадзава, Японія            |
| 1995 | Анне Лена Хансен       | Норвегія        | Токіо, Японія                |
| 1994 | Кристина Лекка         | Греція          | Ісе, Японія                  |
| 1993 | Агнешка Пачалко        | Польща          | Токіо, Японія                |
| 1992 | Кірстен Маріз Девісон  | Австралія       | Нагасакі, Японія             |
| 1991 | Аґнєшка Котларска пом. | Польща          | Токіо, Японія                |
| 1990 | Сільвія де Естебан     | Іспанія         | Осака, Японія                |
| 1989 | Іріс Кляйн             | Німеччина       | Канадзава, Японія            |
| 1988 | Кетрін Александра Гуде | Норвегія        | Ґіфу, Японія                 |
| 1987 | Лорі Тамара Сімпсон    | Пуерто-Рико     | Токіо, Японія                |
| 1986 | Гелен Фейрбразер       | Велика Британія | Нагасакі, Японія             |
| 1985 | Ніна Сициліа           | Велика Британія | Цукуба, Японія               |
| 1984 | Ільма Хуліета Уррутіа  | Гватемала       | Йокогама, Японія             |
| 1983 | Гіджет Сандоваль       | Коста-Рика      | Осака, Японія                |
| 1982 | Крісті Еллен Клерідж   | США             | Фукуока, Японія              |
| 1981 | Дженні Аннет Дерек     | Австралія       | Кобе, Японія                 |
| 1980 | Лорна Чавес            | Коста-Рика      | Токіо, Японія                |
| 1979 | Мімілані Маркес        | Філіппіни       | Токіо, Японія                |
| 1978 | Кетрін Рут             | США             | Токіо, Японія                |
| 1977 | Пілар Медіна           | Іспанія         | Токіо, Японія                |
| 1976 | Софі Перен             | Франція         | Токіо, Японія                |
| 1975 | Лідія Маніч            | Югославія       | Мотобу, Японія               |
| 1974 | Карен Сміт             | США             | Токіо, Японія                |
| 1973 | Туула Аннелі Бьорклінг | Фінляндія       | Осака, Японія                |
| 1972 | Лінда Гукс             | Велика Британія | Токіо, Японія                |
| 1971 | Джейн Хансен           | Нова Зеландія   | Лонг-Біч, США                |
| 1970 | Аурора Піхуан          | Філіппіни       | Осака, Японія                |
| 1969 | Валері Холмс           | Велика Британія | Токіо, Японія                |
| 1968 | Марія Глорія Карвальо  | Бразилія        | Токіо, Японія                |
| 1967 | Мірта Тересіта Масса   | Аргентина       | Лонг-Біч, США                |
| 1965 | Інгрід Фінгер          | Німеччина       | Лонг-Біч, США                |
| 1964 | Хемма Тереса Крус      | Філіппіни       | Лонг-Біч, США                |
| 1963 | Гудрун Бьярнадоттір    | Ісландія        | Лонг-Біч, США                |
| 1962 | Таня Верстак           | Австралія       | Лонг-Біч, США                |
| 1961 | Станні ван Баєр        | Нідерланди      | Лонг-Біч, США                |
| 1960 | Стелла Маркес          | Колумбія        | Лонг-Біч, США                |

## Кількість перемог за країною
| Країна          | Кількість перемог | Роки перемог                             |
| --------------- | ----------------- | ---------------------------------------- |
| Венесуела       | 7                 | 1985, 1997, 2000, 2003, 2006, 2010, 2015 |
| Філіппіни       | 6                 | 1964, 1970, 1979, 2005, 2013, 2016       |
| Іспанія         | 3                 | 1977, 1990, 2008                         |
| Колумбія        | 3                 | 1960, 1999, 2004                         |
| Польща          | 3                 | 1991, 1993, 2001                         |
| Австралія       | 3                 | 1962, 1981, 1992                         |
| США             | 3                 | 1974, 1978, 1982                         |
| Норвегія        | 2                 | 1988, 1995                               |
| Німеччина       | 2                 | 1965, 1989                               |
| Коста-Рика      | 2                 | 1980, 1983                               |
| Велика Британія | 2                 | 1969, 1972                               |
| Мексика         | 2                 | 2007, 2009                               |
| Японія          | 1                 | 2012                                     |
| Еквадор         | 1                 | 2011                                     |
| Ліван           | 1                 | 2002                                     |
| Панама          | 1                 | 1998                                     |
| Португалія      | 1                 | 1996                                     |
| Греція          | 1                 | 1994                                     |
| Пуерто-Рико     | 1                 | 1987                                     |
| Англія          | 1                 | 1986                                     |
| Гватемала       | 1                 | 1984                                     |
| Франція         | 1                 | 1976                                     |
| Югославія*      | 1                 | 1975                                     |
| Фінляндія       | 1                 | 1973                                     |
| Нова Зеландія   | 1                 | 1971                                     |
| Бразилія        | 1                 | 1968                                     |
| Аргентина       | 1                 | 1967                                     |
| Гренландія      | 1                 | 1963                                     |
| Нідерланди      | 1                 | 1961                                     |

- На сьогоднішній день Югославія розділена між наступними країнами: Боснія і Герцеговина, Хорватія, Косово, Північна Македонія, Чорногорія, Сербія та Словенія.